# Chaceon fenneri
Chaceon fenneri is een krabbensoort uit de familie van de Geryonidae. De wetenschappelijke naam van de soort is voor het eerst geldig gepubliceerd in 1984 door Manning & Holthuis.